# Huygens (cratera)
Huygens é uma cratera de impacto em Marte nomeada em honra ao astrônomo, matemático, e físico holandês Christiaan Huygens.
A cratera possui aproximadamente 456 quilômetros de diâmetro e se encontra a 304.4°W 14.0°S, no quadrângulo de Iapygia.
Cientistas se empolgaram ao ver canais ramificados nas imagens obtidas pelas sondas enviadas à órbita ao redor de Marte. A existência desses canais é uma forte evidência de que muita água fluira em Marte. Organismos simples podem ter vivido onde havia água.  Um excelente grupo desses canais é mostrado na imagem ao lado da borda da cratera Huygens, obtida pela THEMIS.